# 765
سنة 765 م كانت سنة بسيطة تبدأ يوم الثلاثاء (الرابط يظهر نموذج التقويم الكامل للسنة) من التقويم اليولياني. بدأت تسمية السنة ب765 منذ العصور الوسطى المبكرة، عندما أصبح تقويم أنو دوميني هو الأسلوب السائد في أوروبا لتسمية السنوات.

## أحداث
- تمرد بنو يفرن من قبيلة زناتة الأمازيغية ضد الخلافة العباسية، وأنشأوا دولة مستقلة تتمحور حول تلمسان (الجزائر الحديثة). زعيمهم القبلي أبو قرة يعيد بناء المدينة (سابقا، «بوماريا» الرومانية).

## مواليد
- علي الرضا، إمام وفقيه مسلم، ويعد ثامن الأئمة الاثنا عشر عند الشيعة (أو في 766).
- الإمبراطور جونين

## وفيات
- جعفر الصادق، إمام وفقيه مسلم، ويعتبر سادس الأئمة الاثنا عشر عند الشيعة.